# Zsil-völgy Nemzeti Park

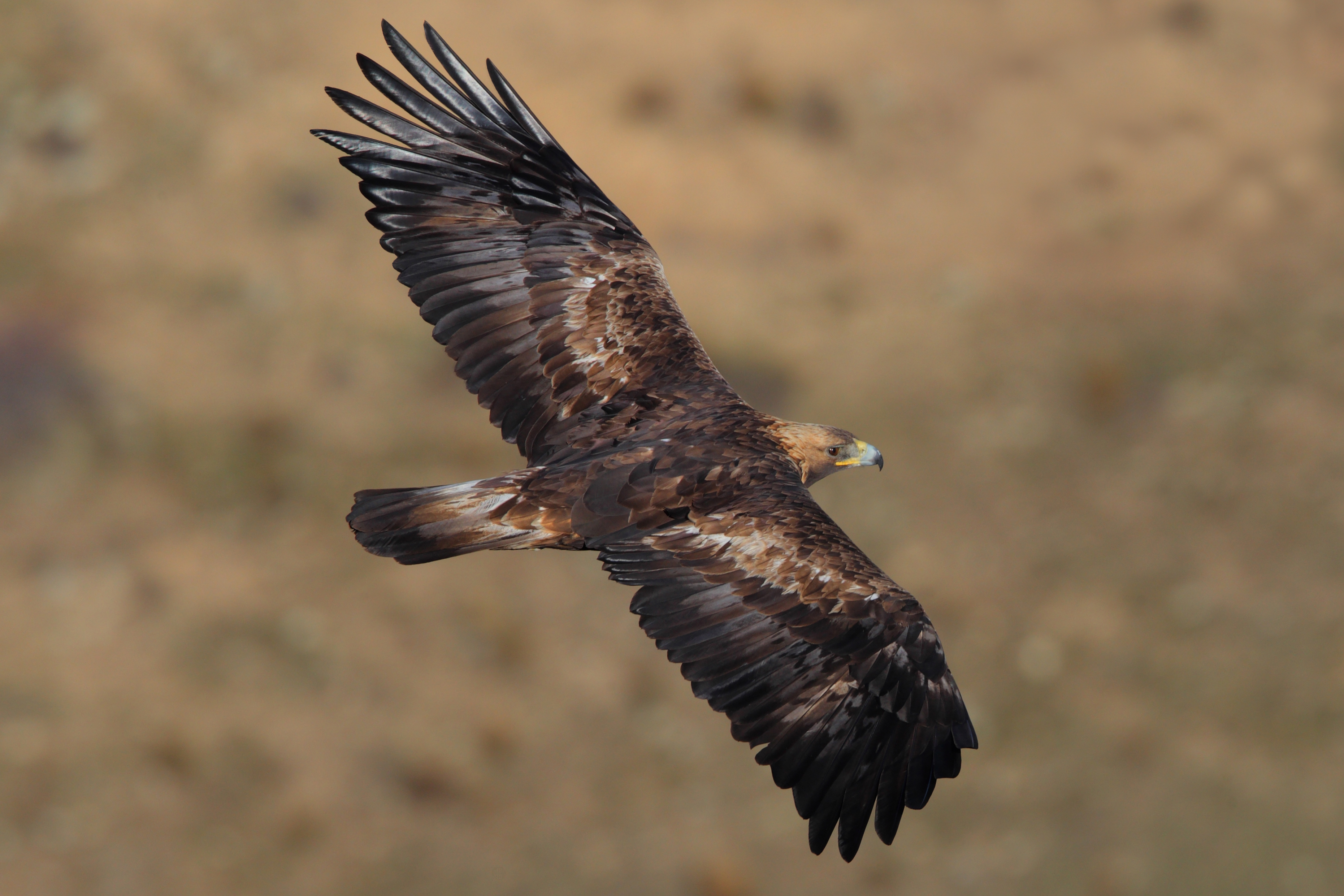
Szirtisas

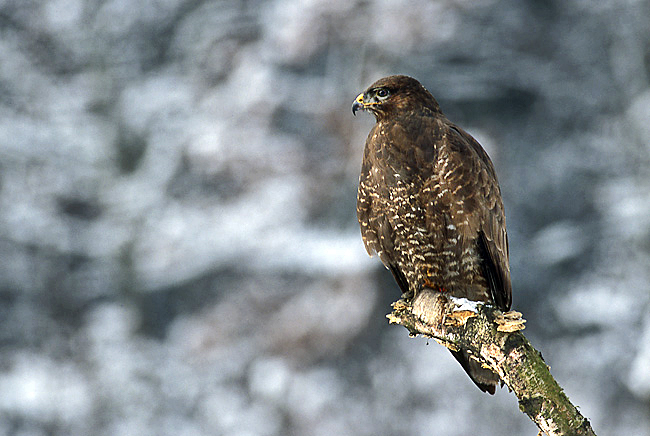
Egerészölyv

A Zsil-völgy Nemzeti Park Romániában, a Déli-Kárpátokban, Gorj megye és Hunyad megye területén található. A Nemzeti Park 2005-ben alakult. Az IUCN II. kategóriába sorolt nemzeti park teljes területe 11,127 hektár. A Nemzeti Park területéből 582 ha  Hunyad megye, míg 10 545 ha  Gorj megye területére esik.

## Fekvése
A Dévát és Filiaşi-t összekötő DN66-os út szeli át.

## A Zsil-völgy története

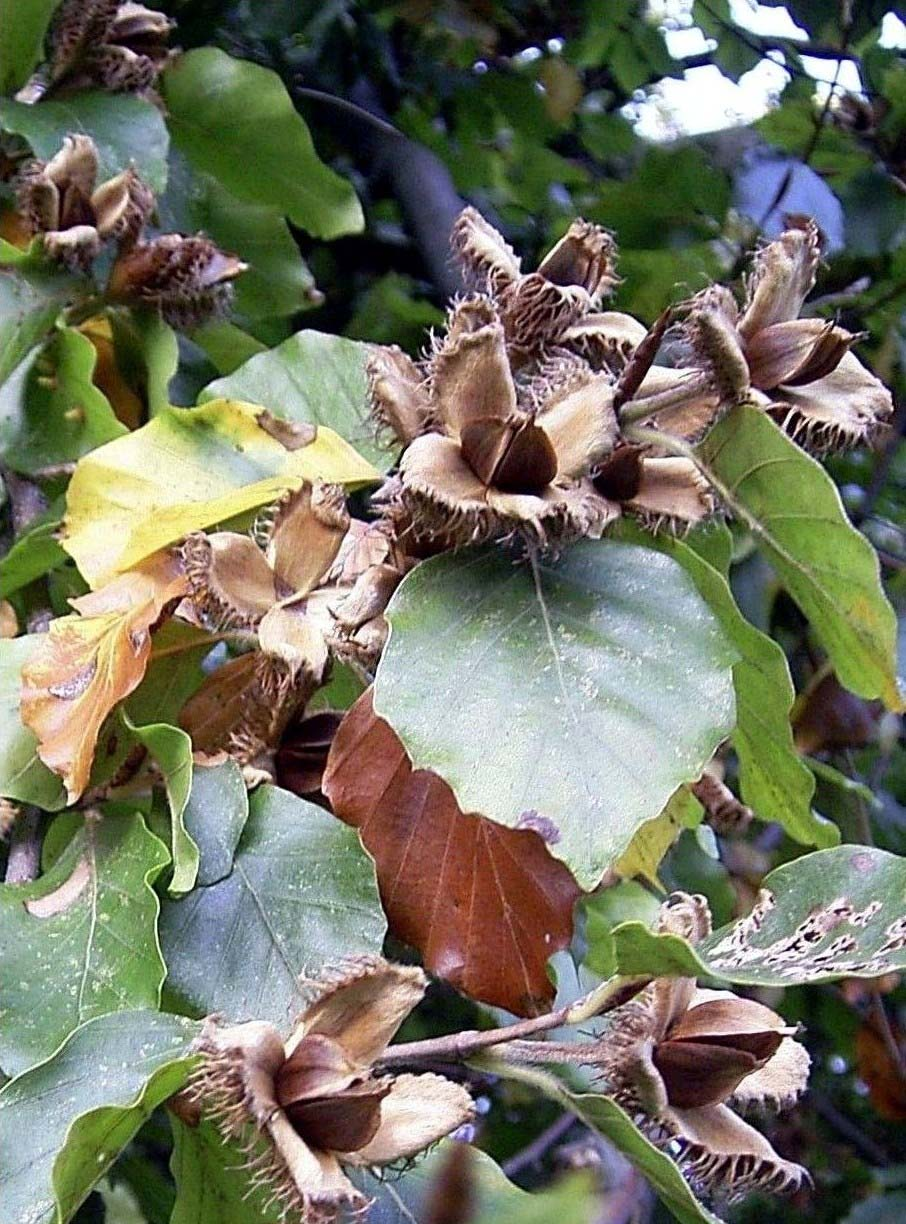
Bükk

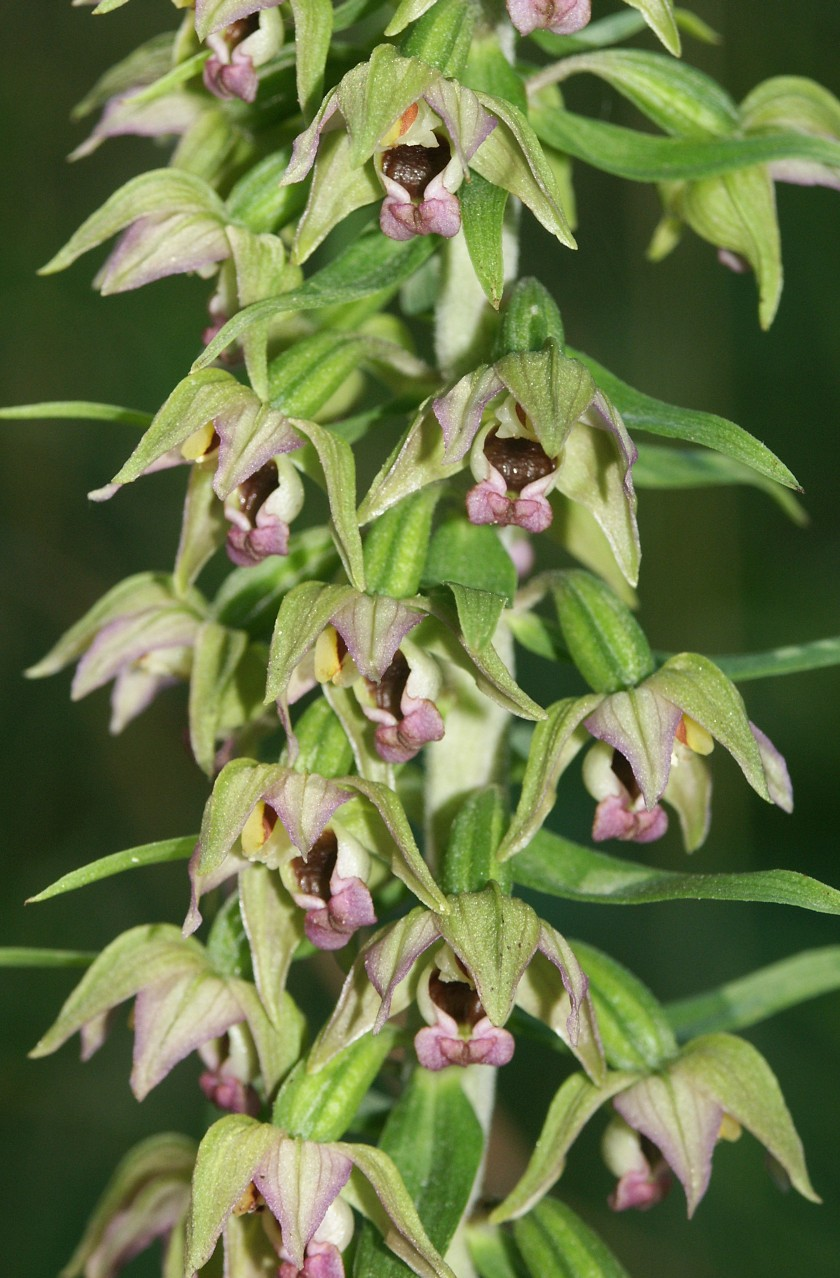
Nőszőfű (Epipactis helleborine)

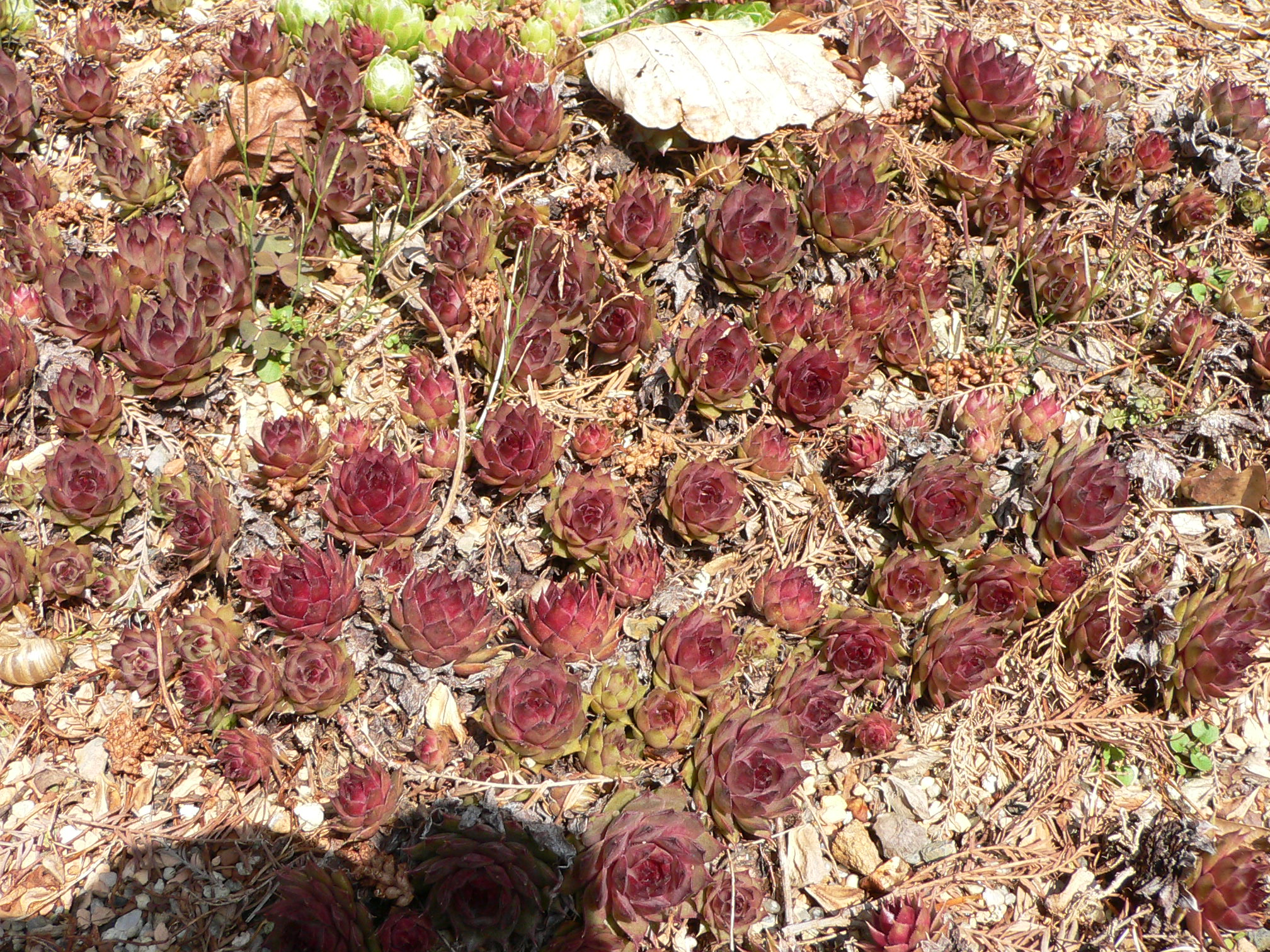
Kövirózsa (Sempervivum)

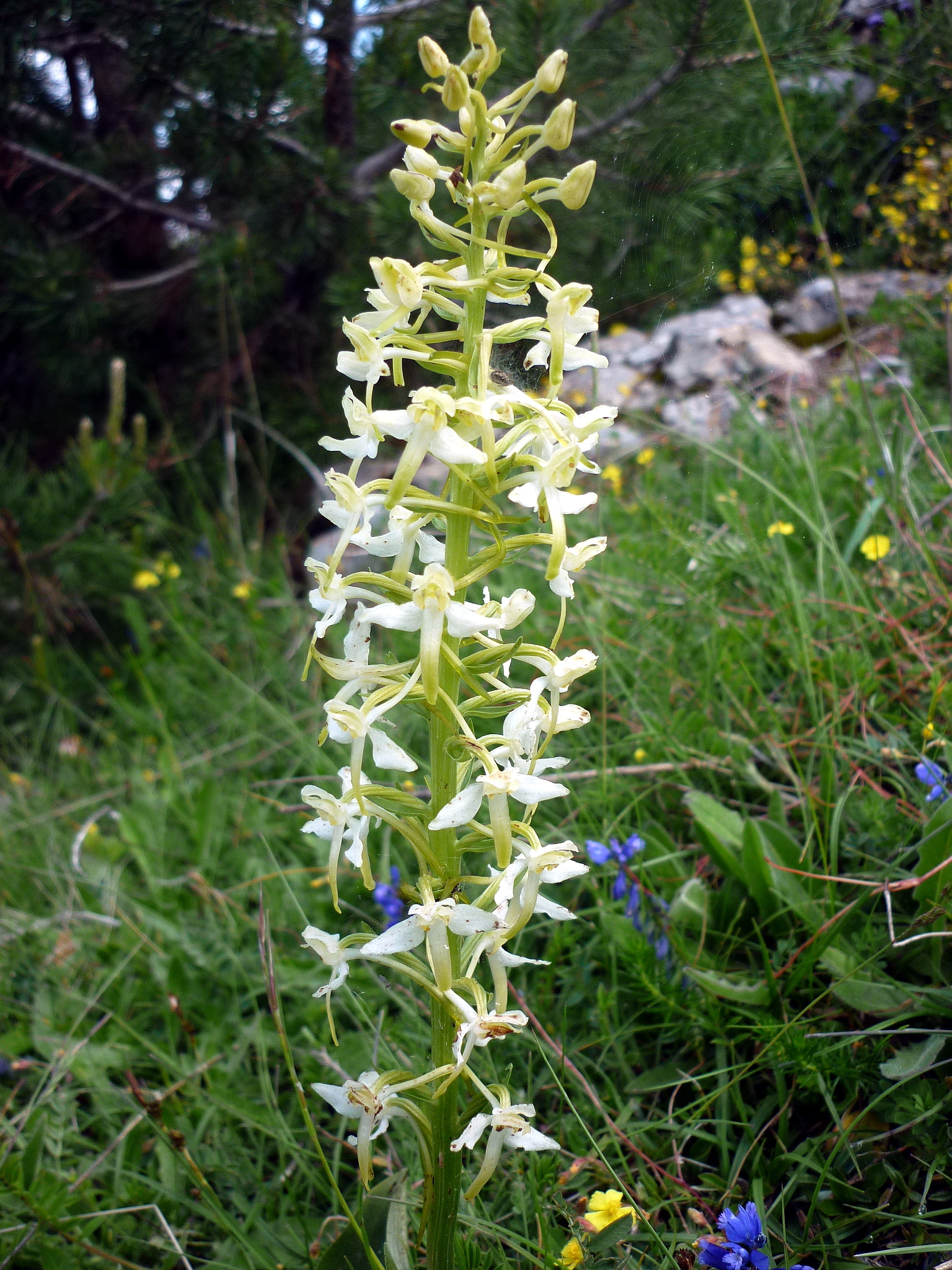
Fehér sarkvirág (Platantera bifolia)

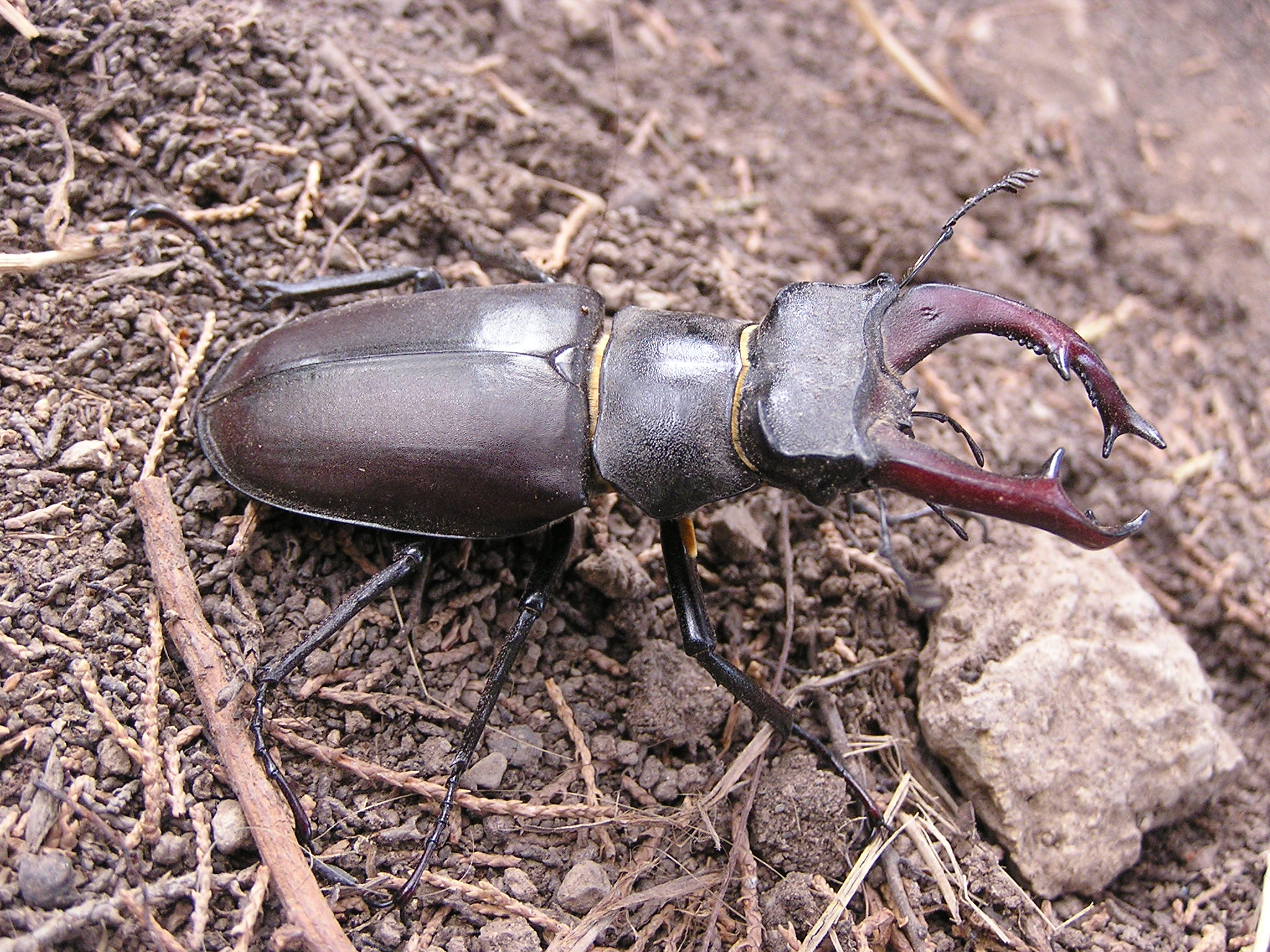
Szarvasbogár

A Zsil-völgy (Petrozsényi-medence) a 19. század közepéig gyéren lakott terület volt. A Zsil-völgy vidékét csak a 15–16. században említették először az oklevelekben „Syl havasa” néven egy Déváról, Lóránt Lepes erdélyi alvajda által keltezett, 1419-ből való oklevélben, melyben egy demsusi kenéz: Musina birtokrészeit sorolta fel, majd 1494-ben II. Ulászló király Budán kelt oklevele említette a területet adománylevelében, melyben malomvízi Kendefy Mihálynak adományozta a Magyar- és Oláh-Syl folyó mentén Pterela, Malu és Nyakmezeki nevű szántókat, kaszálókat és legelőhelyeket. A királyi adománylevél megerősíti a Syl völgyének a malomvízi birtokhoz való tartozását, de az adománylevél szövegéből az is kitűnik, hogy a Syl mente abban az időben még lakatlan terület volt, mivel falvakat nem  említ, csak kaszálókat és legelőket.
A völgy lassú benépesítése a 18. század végéig tartott, az 1818-as összeíráskor a völgy lakossága már meghaladta a 3000-et, pásztorok, csobánok, favágók, szénégetők, fuvarosok és más havasi emberek lakták. Ez a hegyvidéki, állattenyésztői, elzárt archaikus életmód a 19. század közepétől változott meg a szénbányászat következtében. Az 1840-es évek elején Maderspach Károly kezdeményezésére kezdték meg a szénvagyon kutatását és feltárását. 1850–1855 táján havonta, néha hetente már néhány száz mázsa kőszenet szekereznek át a Banyicai-hágón.
1868-tól a Zsil völgyében megkezdődött a széntermelés. Az egyszerű hegyi pásztorfalvak egy pár év alatt teljesen megváltoztak, és bányászvárosokká alakultak át. A Zsil-völgy benépesedik az egész Monarchiából betelepített munkásokkal. A medence lakossága a Monarchia területéről települt ide. Jöttek magyarok főleg Székelyföldről, csehek, szlovákok, németek, rutének, románok, olaszok is. Megalakultak a bányászkolóniák. 1869-ben a négy fontosabb helység Petrilla, Petrozsény, Vulkán és Lupény volt, melynek lakossága 5400 lakos volt, majd ez 1910-ben 36 951-re emelkedett. Megalakultak a bányászati társulatok: Keleti Erdélyi Társaság, Felső Zsilvölgyi Bányatársaság, Salgótarjáni Kőszénbánya Részvénytársaság, Urikány-Zsilvölgyi Részvénytársaság és a medence az Osztrák–Magyar Monarchia egyik legfontosabb bányavidéke lesz. 1870-ben átadják a Piski–Petrozsény-, majd 1892-ben a Petrozsény–Lupény-vasútvonalat. A Zsil-völgy szurdokában futó vasútvonal építése 1924-ben kezdődött, de építése többször is abbamaradt, így 1937-ig mindössze 4 km épült meg, és csak 1948 után fejeződött be. A vasútvonal érdekessége, hogy a 33 km hosszú szurdok vasútjának építéséhez többek között 43 alagutat, 109 hidat és 2,5 km támfalat kellett megépíteni, és az építés során körülbelül hárommillió köbméter földet mozgattak meg. A vasút 1973 óta villamosított.
A második világháború után a bányákat államosították, a termelést növelték, ezzel a lakosság száma is növekedik, természetesen a román nemzetiségű lakosság javára.
1997-től megkezdődött a széntermelés csökkenése és a bányák bezárása, amely napjainkig is folytatódik. Ha 1997-ben a bányászvállalatok alkalmazottjainak száma majdnem elérte az 50 000-et, ma alig éri el a 10 000-et. Ez természetesen meglátszik a völgy lakosainak életszínvonalán. A völgy lakosságának száma nem csökkent a bányák bezárásával arányosan, de megnőtt a nyugdíjasok és munkanélküliek száma. A bányák helyét nem vették át új ipari vállalatok. A bányák bezárása után a turizmus lehet a gazdaság alapja.

## A Zsil-völgy Nemzeti Park története
A Déli-Kárpátokban, a Vulkán-hegység és Páring-hegység között, a Zsil folyó mentén, a Keleti Zsil és a Nyugati Zsil összefolyása után egy hegyvidéki, sziklás, meredek mészkőcsúcsokkal, barlangokkal, szakadékokkal, vízesésekkel, hegyi rétekkel és erdőkkel szabdalt területen található a Zsil folyó 33 km hosszú szurdoka, a Szurduk- vagy Lainici-szoros. A folyó útja itt a szurdokvölgy amfibolit, kristályos mészkősziklái között vezet. 
A Nemzeti Park területén több mint 700 növényfajt és 400 állatfajt azonosítottak, melyek közül több védett. A ritka növényfajok közé tartozik többek között a Campanula grossekii, Centaurea coziensis, Dianthus spiculifolius, Edraianthus graminifolius, Epipactis atrorubens, Epipactis helleborine, Galium lucidum, Jovibarba heuffelii, Juniperus sabina, Linum uninerve, Micromeria pulegium, Peltaria alliacea, fehér sarkvirág.
A területen számos védett madárfajt is azonosítottak, mint például a vándorsólyom (Falco peregrinus), egerészölyv (Buteo buteo L.), szirti sas (Aquila chrysaetos L.), vörös kánya (Milvus milvus L.), vízirigó (Cinculus cinculus), vándorsólyom (Accipi-gentilis L.).

## Növényvilága
A park több mint 80%-át bükk- (Fagus sylvatica), tölgy- (Quercus petraea), gyertyán- (Carpinus betulus) és kőriserdők (Fraxinus) borítják. Az ártéri erdőkben mézgás éger, fehér fűz (Salix alba) nő. A flóra több mint 550 fajból áll.

## Galéria

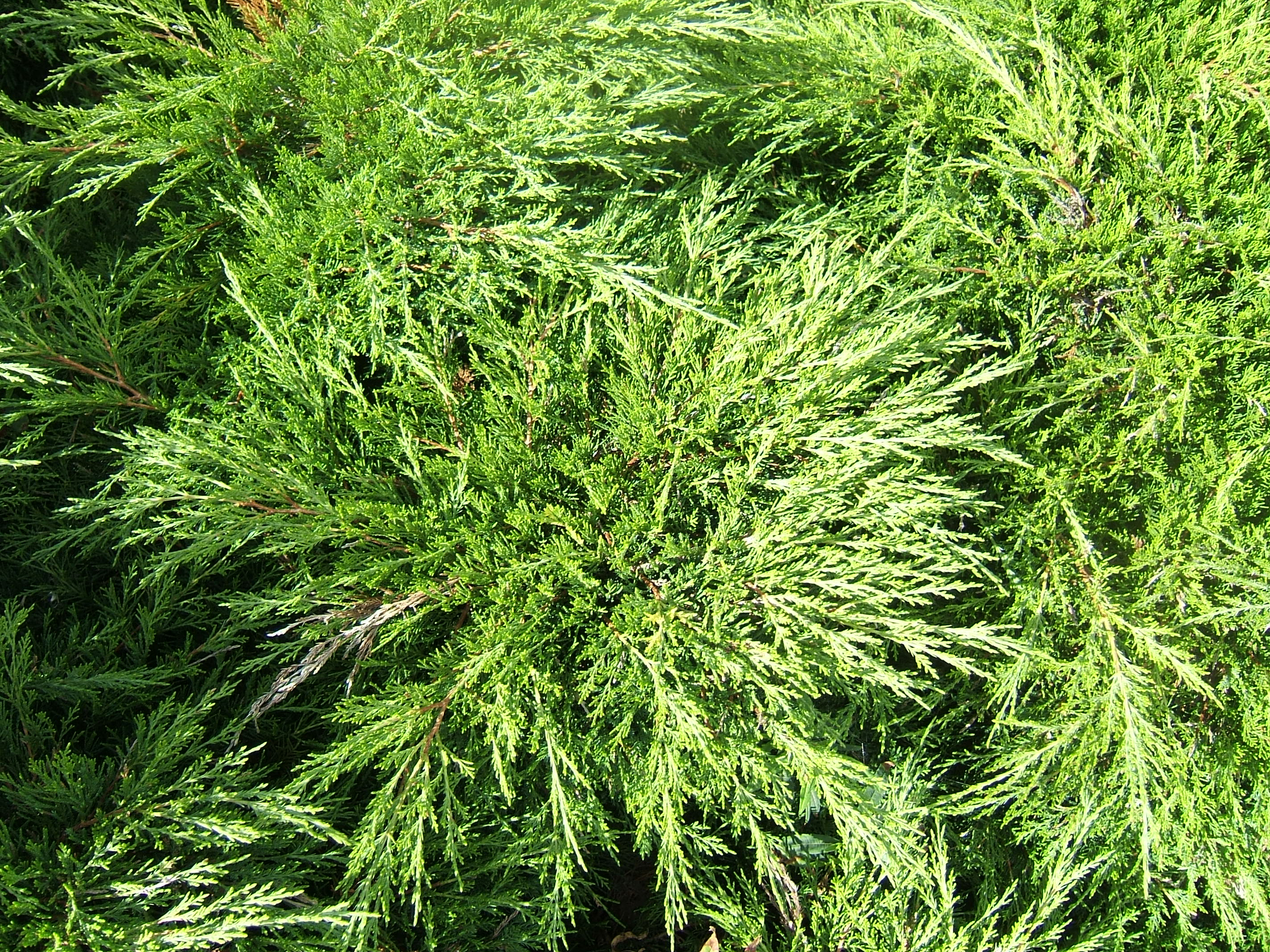
Nehézszagú boróka (Juniperus sabina)
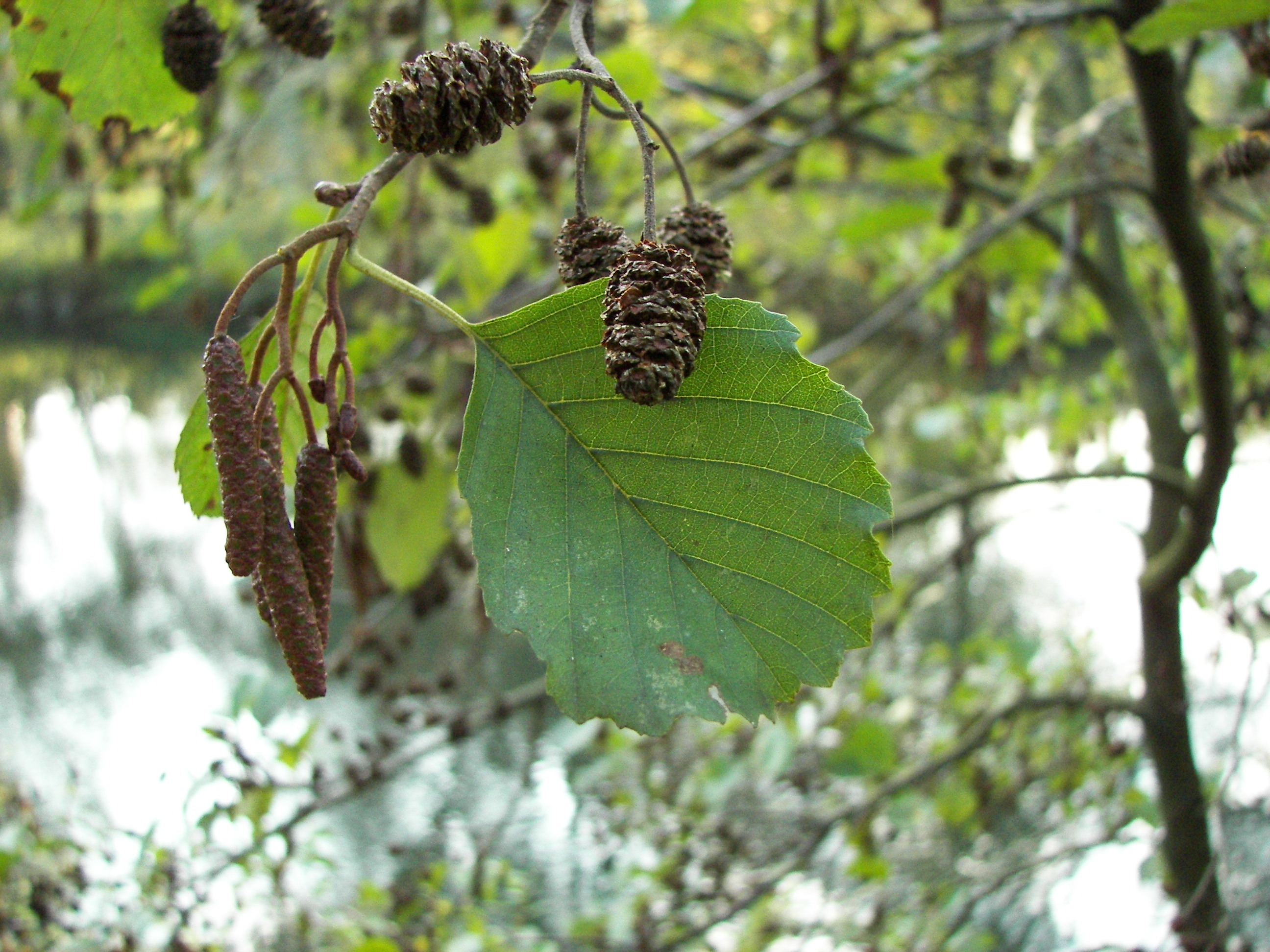
Mézgás éger (Alnus glutinosa)
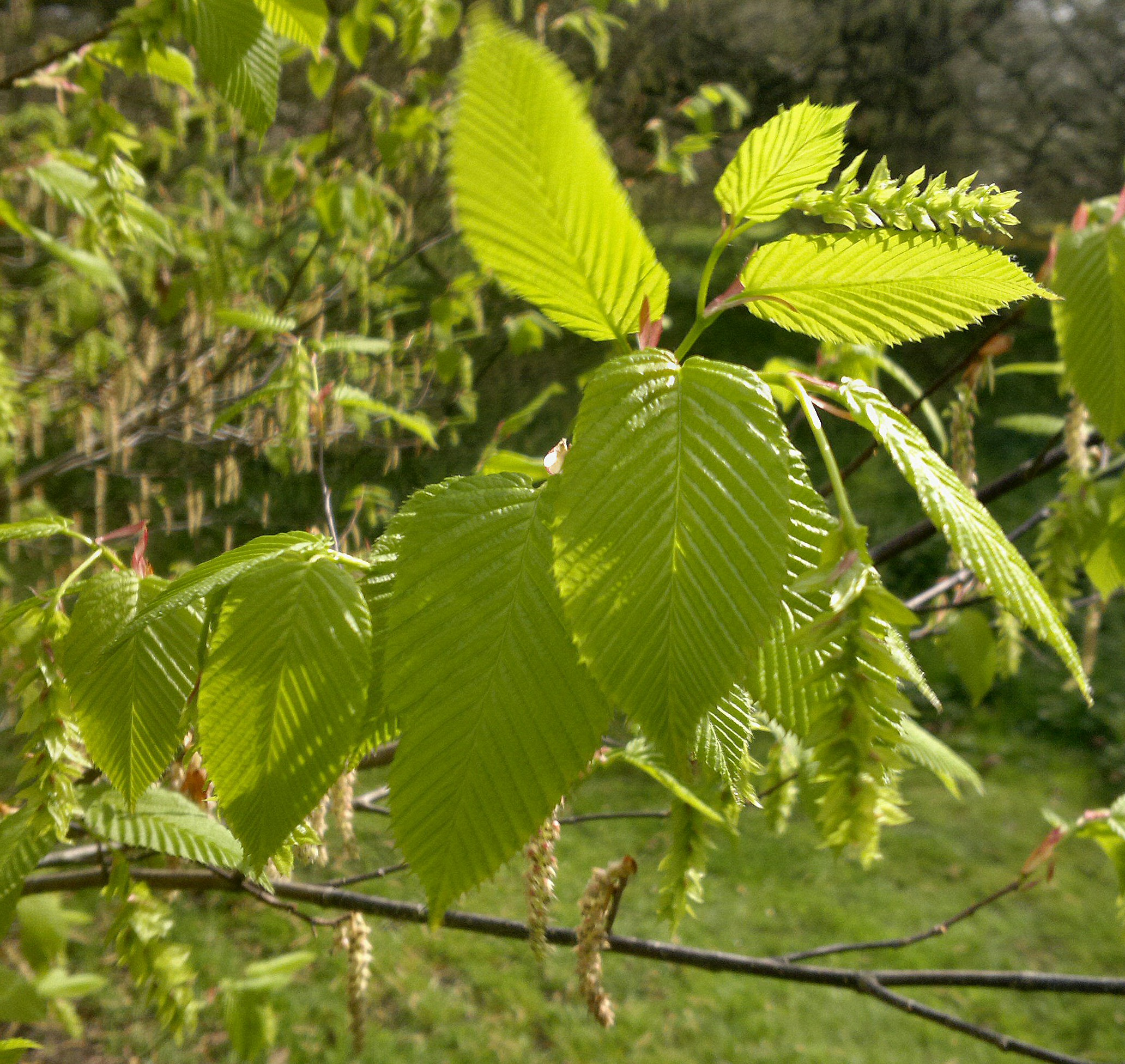
Gyertyán (Carpinus betulus)
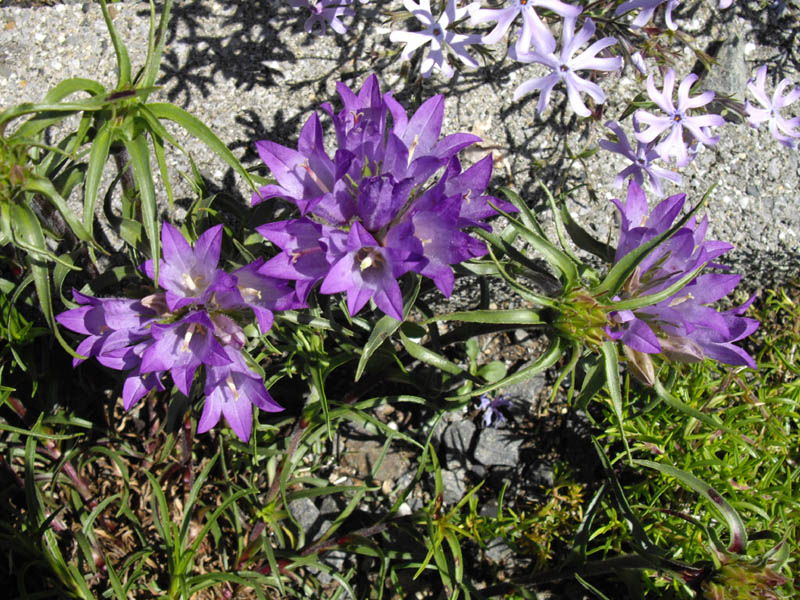
Kitaibel-nyalábcsengőke (Edraianthus graminifolius)
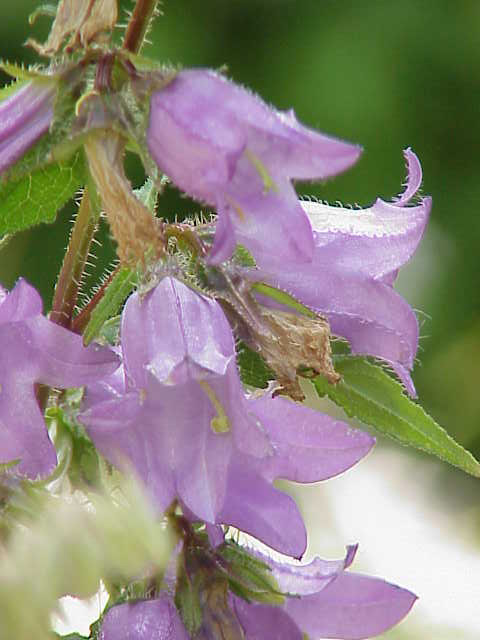
Campanula grossekii
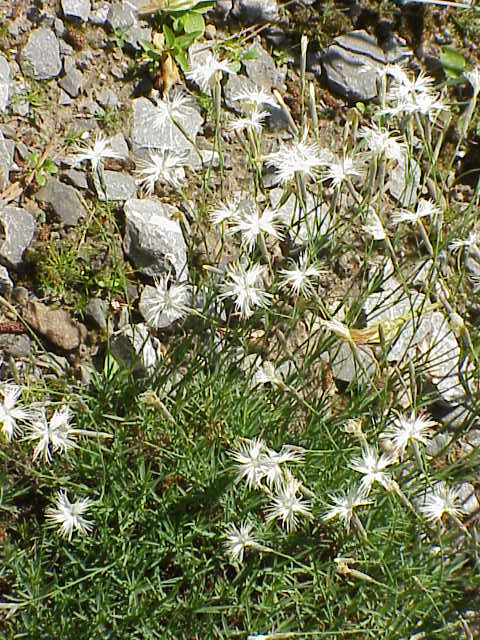
Tűlevelű szegfű (Dianthus spiculifolius)
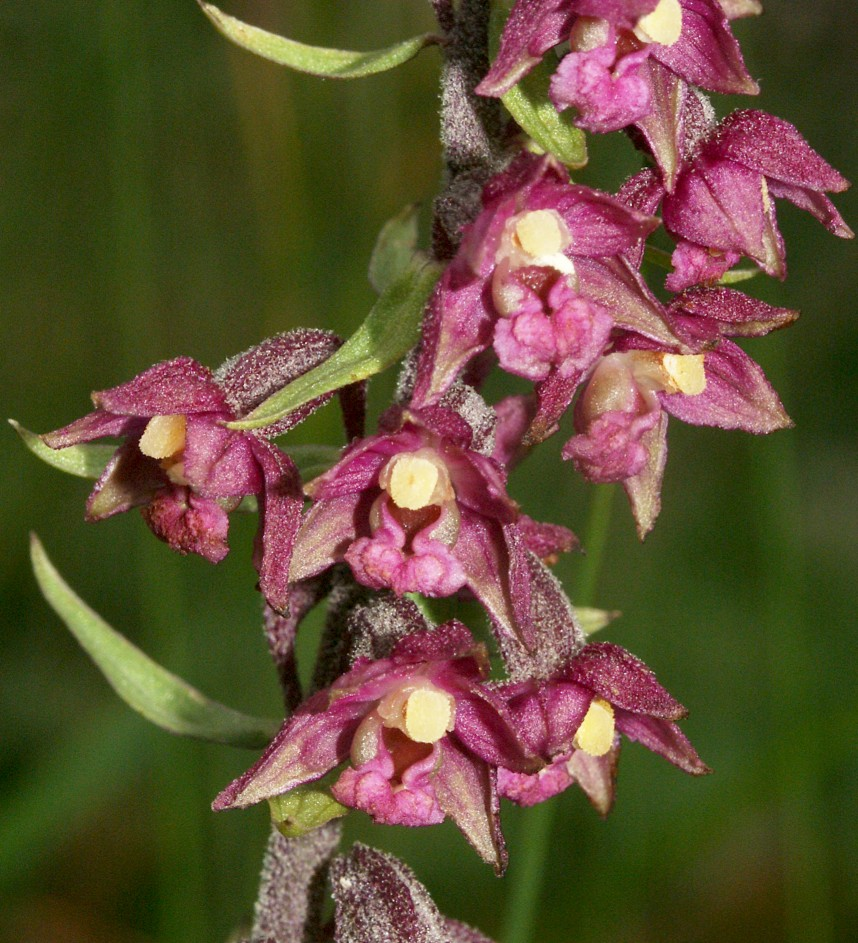
Vörösbarna nőszőfű (Epipactis atrorubens)
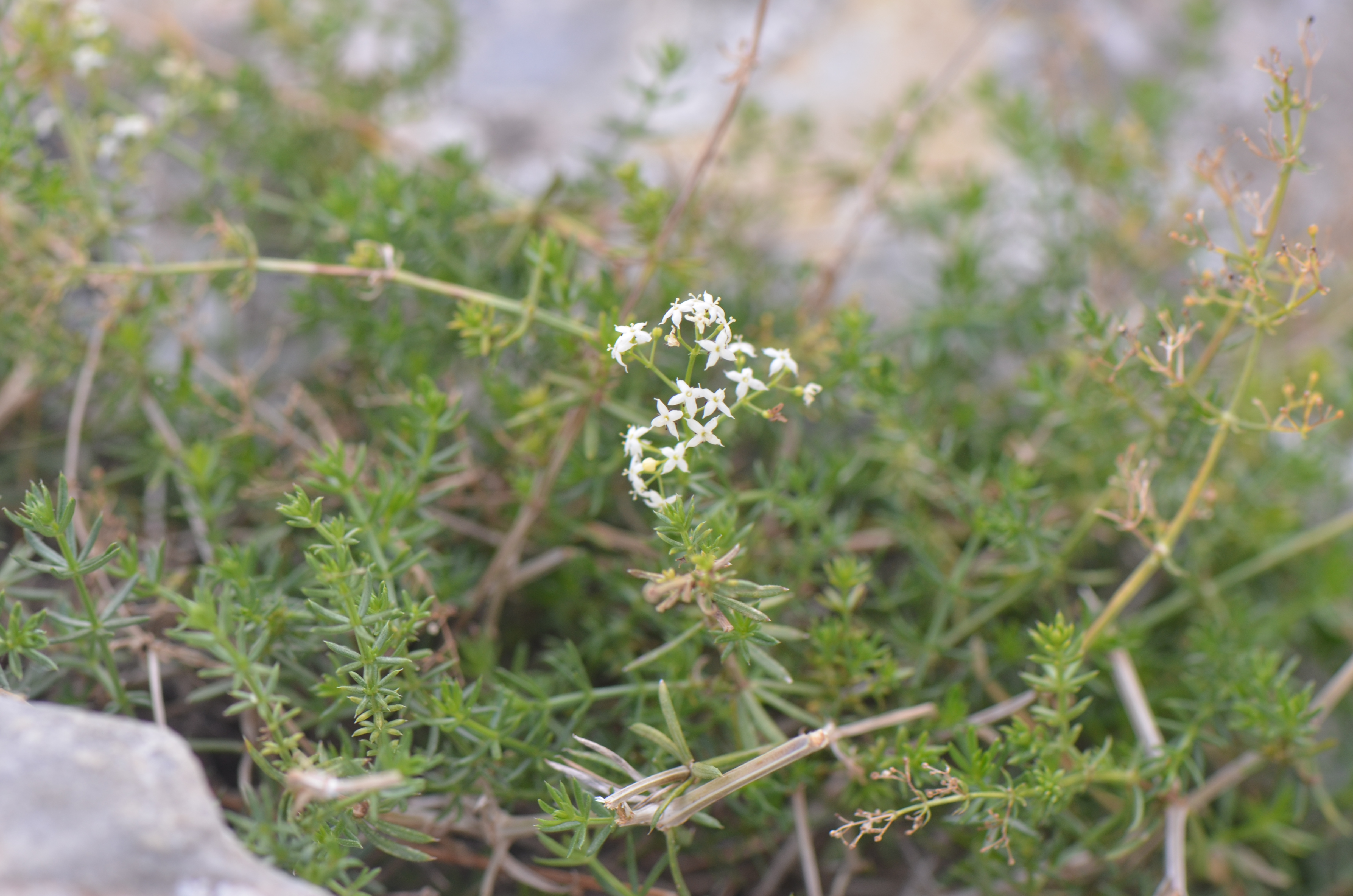
Galium corrudifolium
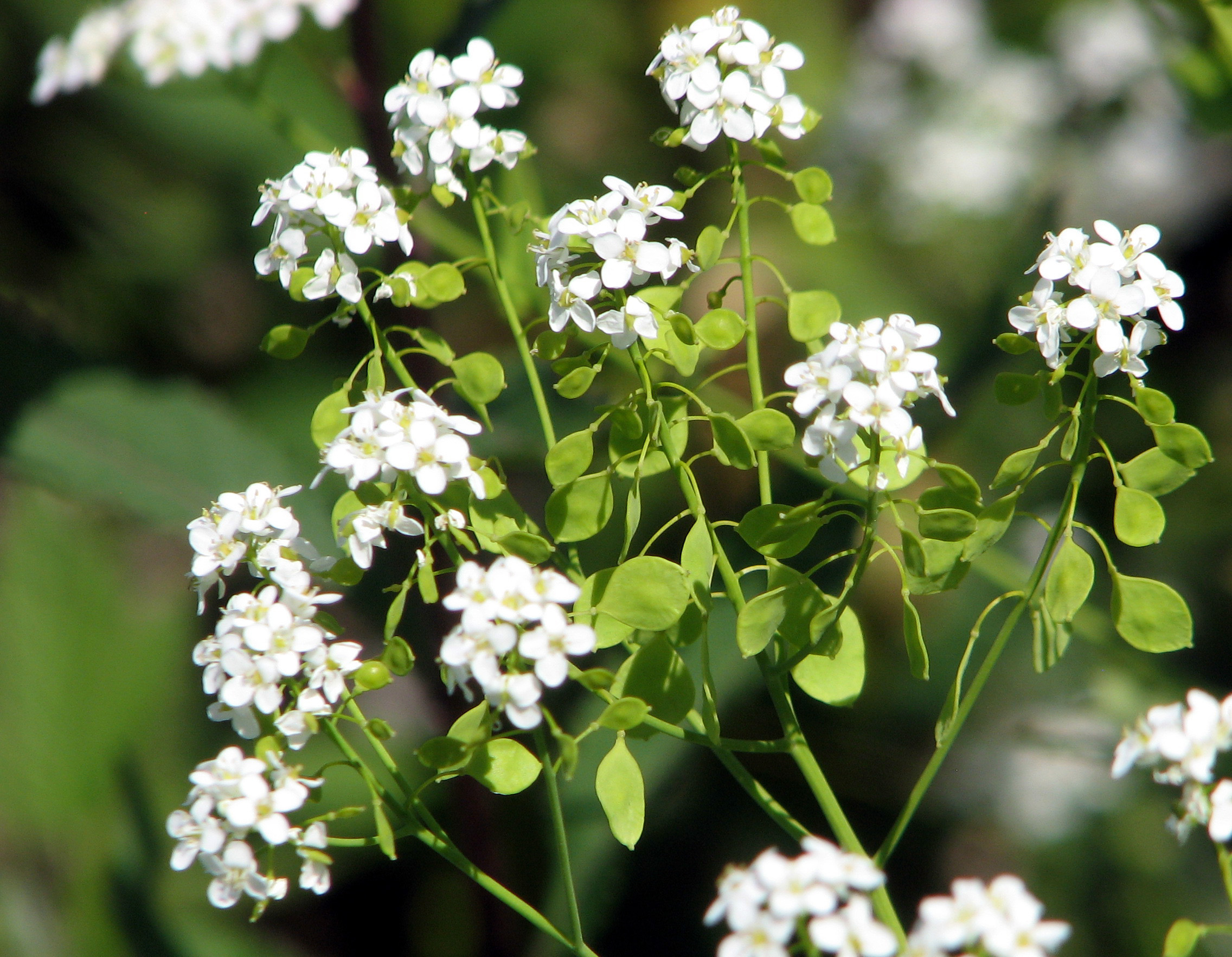
Szárölelő pajzstok (Peltaria alliacea)

## Állatvilága
A Nemzeti Park természetes élőhelye több vadon élő állatnak és növénynek, köztük hét emlősfajnak: barna medve (Ursus arctos), hiúz (Lynx lynx), vidra (Lutra Lutra), nagy patkósdenevér (Rhinolophus ferrumequinum), közönséges denevér (Myotis myotis), hegyesorrú denevér (Myotis blythii) és hosszúszárnyú denevér (Miniopterus schreibersi); a kétéltűek közül: tarajos gőte (Triturus cristatus), foltos szalamandra (Salamandra szalamandra); négy halfajta: pisztrángmárna (Barbus meridionalis), botos kölönte (Cottus gobio), kőfúró csík, felpillantó küllő (Gobio uranoscopus), és nyolc bogárfaj: remetebogár, állasbogár (Rhysodes sulcatus), szarvasbogár (Lucanus cervus), nagy hőscincér, gyászcincér, havasi cincér (Rosalia alpina), skarlátbogár, valamint a rákok közül a kövi rák. 
Egyéb állatfajok a területen: zerge (Rupicapra rupicapra),szarvas (Cervus elaphus), őz (Capreolus capreolus), vadmacska (Felis silvestris), nyest (Martes martes), mogyorós pele (Muscardinus avellanarius), erdei sikló (Elaphe longissima), fürge gyík (Lacerta agilis), zöld gyík (Lacerta viridis), kockás sikló (Natrix tessellata), fali gyík, lábatlan gyík. A békák közül: gyepi béka (Rana temporaria), erdei béka (Rana dalmatina), barna varangy (Bufo bufo).

## Galéria

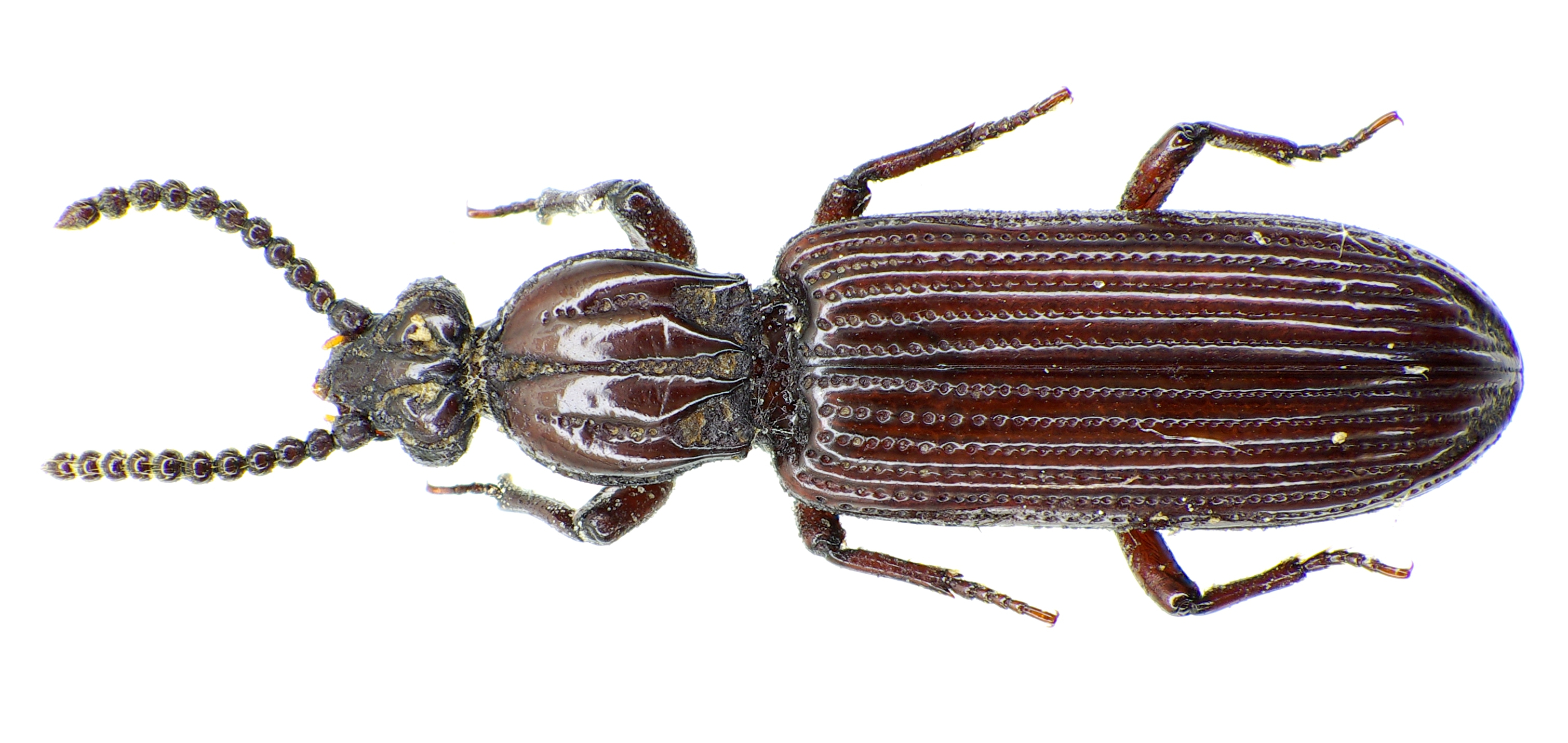
Állasbogár
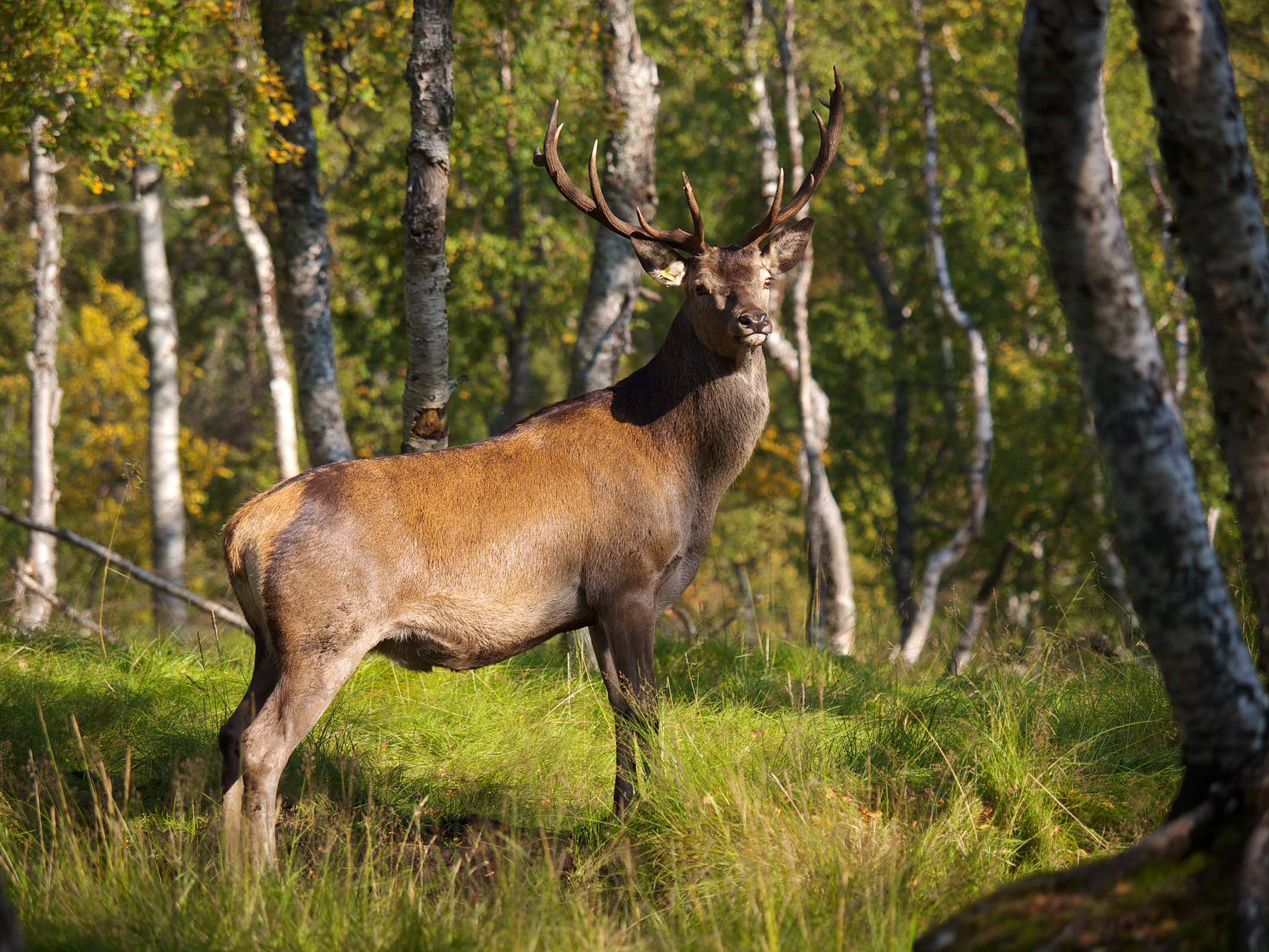
Szarvas
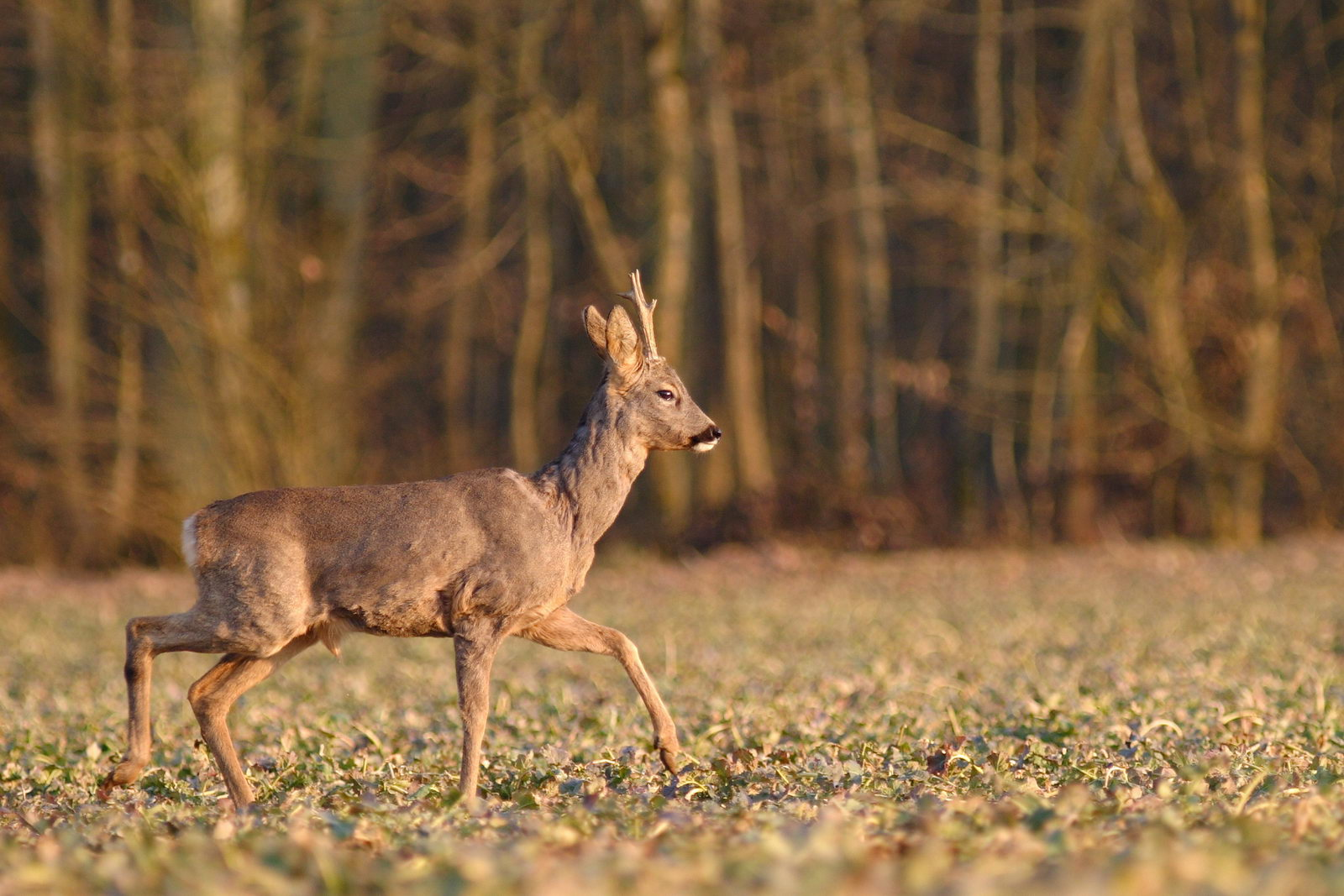
Őz
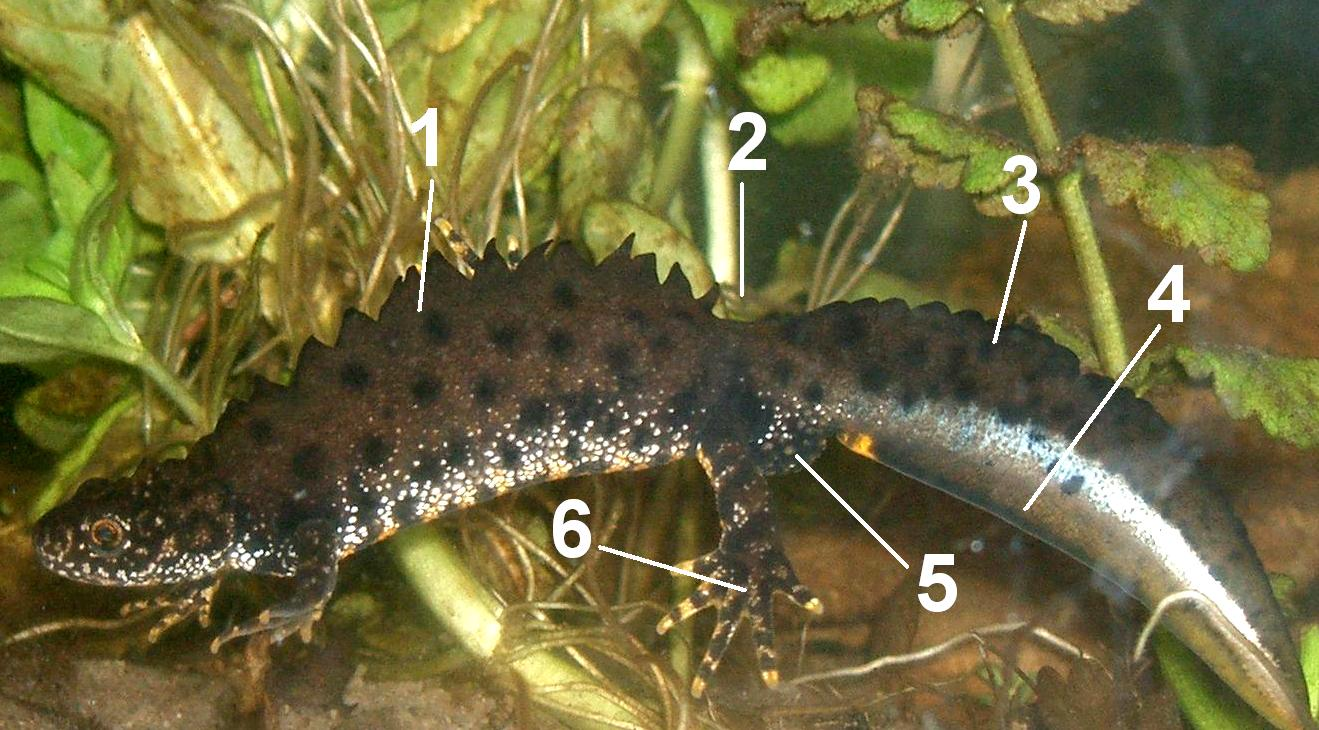
Tarajos gőte (Triturus cristatus)
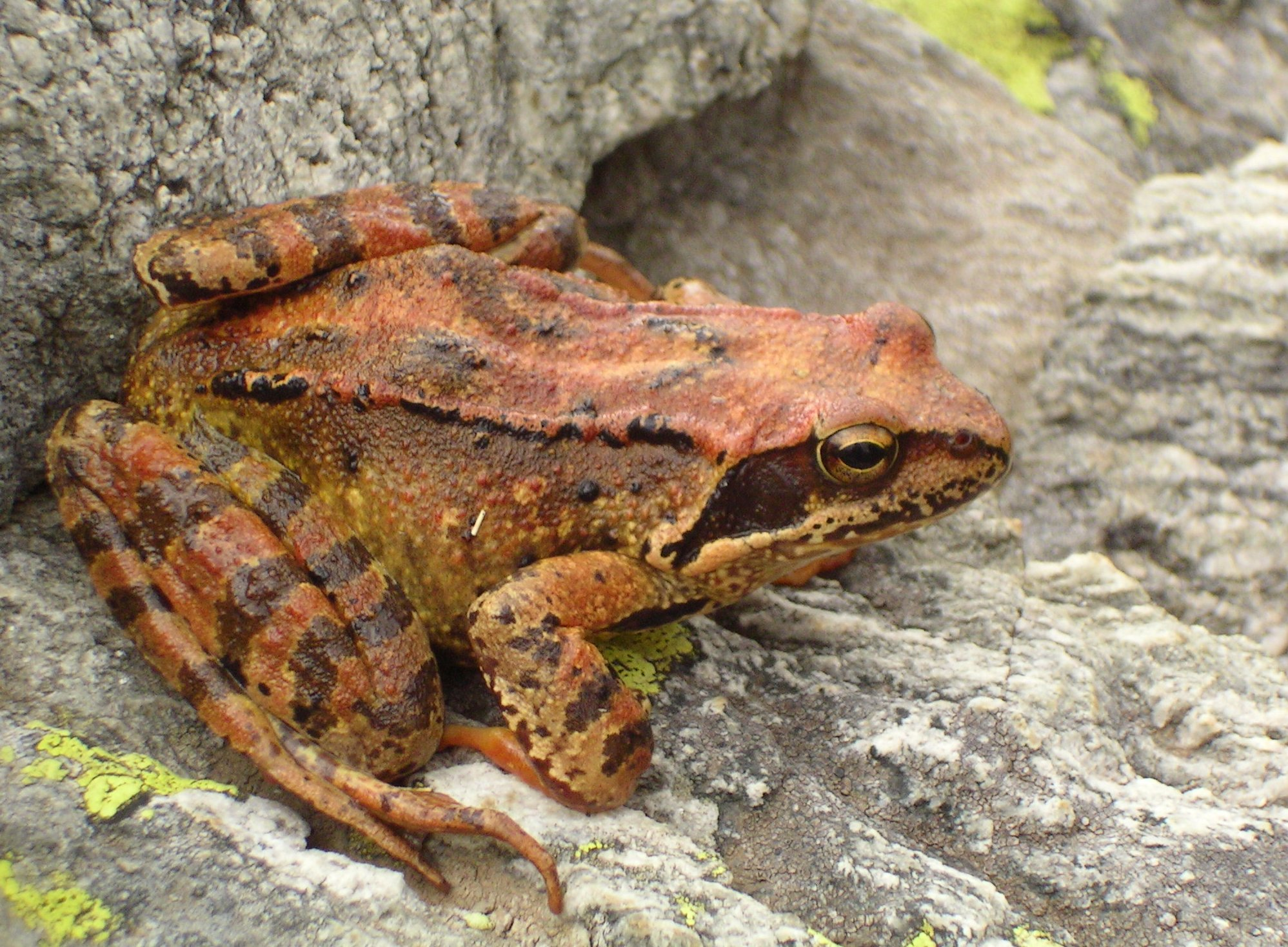
Gyepi béka (Rana temporaria)
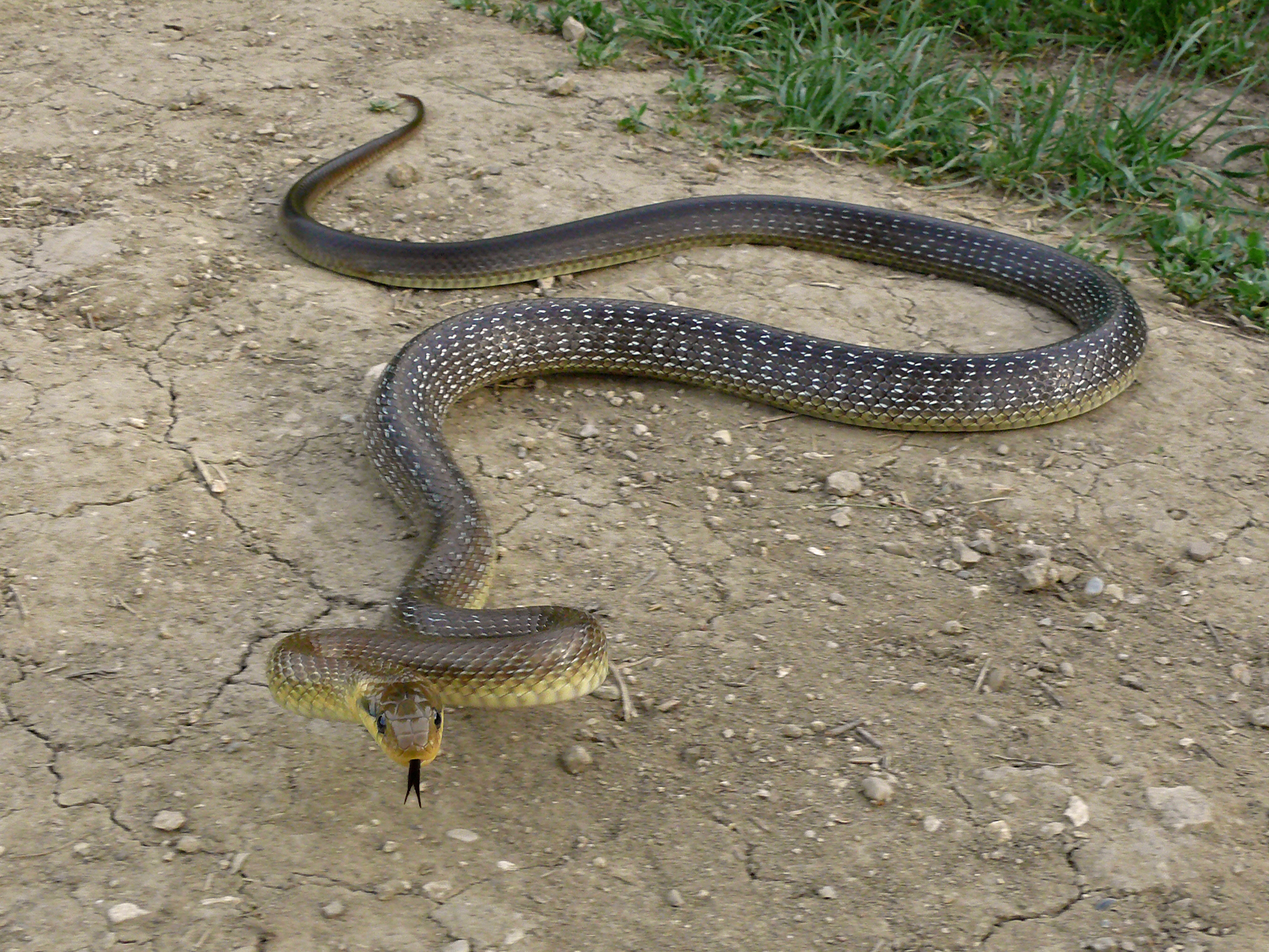
Erdei sikló (Elaphe longissima)
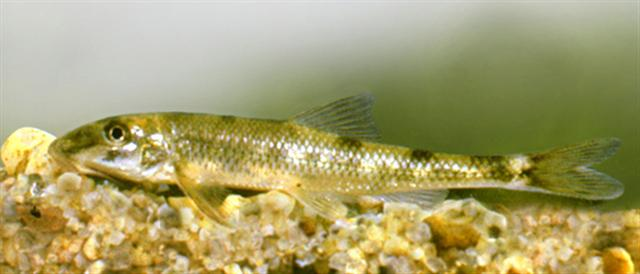
Felpillantó küllő (Romanog-uranosc)
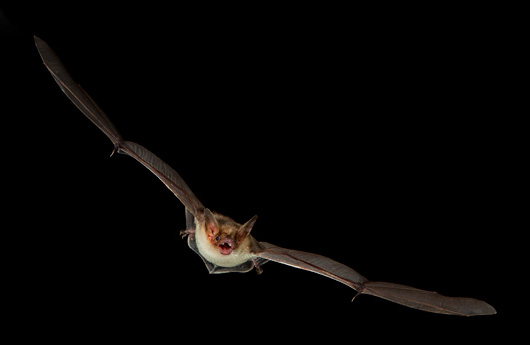
Hegyesorrú denevér (Myotis blythii)
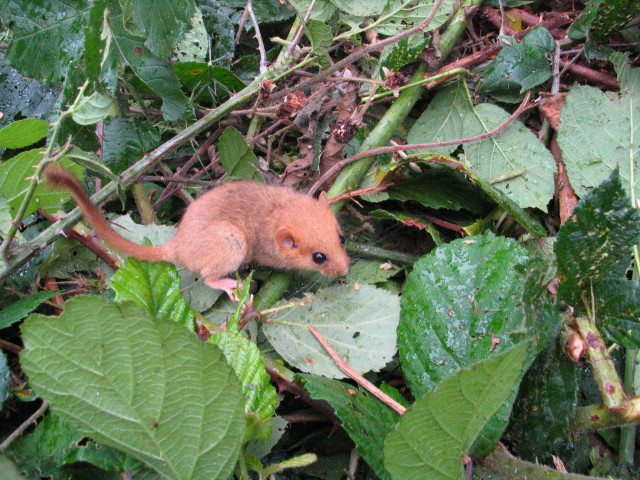
Mogyorós pele